# 小行星7570
小行星7570（英語：7570）是一颗围绕太阳公转的小行星。1989年2月5日，M. Arai、H. Mori在寄居町发现了此天体。
这颗小行星的绝对星等为115.44294等。